# Cikembulan (Sidamulih)
Cikembulan is een bestuurslaag in het regentschap Ciamis van de provincie West-Java, Indonesië. Cikembulan telt 3820 inwoners (volkstelling 2010).